# ألان ملفين
ألان ملفين (بالإنجليزية: Allan Melvin) هو ممثل أمريكي، ولد في 18 فبراير 1923 في كانساس سيتي في الولايات المتحدة، وتوفي في 17 يناير 2008 في لوس أنجلوس في الولايات المتحدة بسبب سرطان.

## أعمال

### مسلسلات
- ساعة باباي الأحدث

## وصلات خارجية
- ألان ملفين على موقع IMDb (الإنجليزية)
- ألان ملفين على موقع قاعدة بيانات برودواي على الإنترنت (الإنجليزية)
- ألان ملفين على موقع إن إن دي بي (الإنجليزية)
- ألان ملفين على موقع قاعدة بيانات الفيلم (الإنجليزية)